# Charoen Pokphand
Charoen Pokphand ou Chia Tai est un conglomérat thaïlandais spécialisé dans l'agroalimentaire, les télécommunications, et le commerce de détail. Elle détient ainsi l'entreprise de télécommunication True Corporation. Le groupe annonce un chiffre d'affaires en 2020 de 65 milliards de dollars et plus de 400 000 employés. 
Son siège social se trouve au 313 rue Silom, khet Bang Rak à Bangkok.
Depuis sa création au début des années 1920, il est resté contrôlé par la famille thaïlandaise d'origine chinoise Chearavanont : Dhanin, Sumet, Jaran, Montri, Manas, Phonthep... Chearavont.

## Histoire
En 1919, deux frères, Chia Ek Chor et Chia Seow Hui, originaires de la ville de Shantou, dans la province méridionale chinoise du Guandong, s'installent dans le quartier chinois de Bangkok. Comme alors comme des centaines de milliers de Chinois pauvres teochew, quittait la Chine pour le sud-est asiatique. Après un séjour à Hong Kong, ils ont assez d'argent pour ouvrir une petite boutique de semences de légumes, dans le Chinatown de Bangkok, au 102 Song Sawat Road. Ils font venir de Chine des graines qu'ils revendent à des fermes en Thaïlande. Ils commencent aussi l'exportation de porcs, d'œufs et légumes cultivés vers Shantou en Chine où de la famille sur place s'occupe de la distribution. Ils créent la marque Aeroplane, qui commence à avoir une notoriété à travers la Thaïlande puis dans d'autres pays voisins. Les deux frères ouvrent des filiales à Kuala Lumpur, Singapour et Taipei. 
Au début des années 1950, ils se lancent dans la production de nourriture animale, puis poursuivent par les engrais et l'élevage de poulets, de porcs et de crevettes. Ils se lancent ensuite dans la fabrication et la vente de saucisses, de nouilles et de beignets frits. Ils travaillent pour le développement de leur entreprise en collaboration avec d'autres immigrés teochew comme Chin Sophonpanich, qui créé juste après la Seconde Guerre mondiale, la Bangkok Bank, devenu ensuite la plus grande banque de Thaïlande.
En 1969, âgé de 30 ans, Dhanin Chearavanont, fils de Chia El Chor, prend la tête de l'entreprise et va alors développer le commerce en Chine que l'entreprise avait du cesser avec l'arrivée des communistes au pouvoir. Il est le premier investisseur dans le pays après la réouverture de l'économie pronée par Deng Xiaoping en 1978. L'entreprise est la première à s'implanter sur la zone économique spéciale de Shenzhen. 
À partir de 1990, le conglomérat CP Group est toujours spécialisé dans l'agro-alimentaire mais il se diversifie dans les télécommunications (TelecomAsia puis True Corporation) , l'assemblage de motocyclettes, la pétro-chimie et l'immobilier,,. 
En 2002, le centre commercial Super Brand Mall est lancé à Shanghai.
De novembre 2003 à fin janvier 2004, CP groupe et d'autres grands groupes agroalimentaires thaïlandais (Betagro, GFPT, Saha Farm...) ainsi que le gouvernement de Taksin Shinawatra dissimule l'ampleur et la gravité de la contamination des élevages de poulets au virus de la grippe aviaire H5N1,. 
En 2010, le conglomérat de l'agrobusiness Charoen Pokphand importe des tilapias Sarotherodon melanotheron en Thaïlande et est peut être à l'origine de l'invasion de cette espèce dans les rivières du pays,.
Le 4 décembre 2012, HSBC annonce la vente de sa participation de 15,6 % dans Ping An, une entreprise d'assurance chinoise, pour un montant de 9,38 milliards de $ à Charoen Pokphand.
En novembre 2016, Charoen Pokphand Foods annonce l'acquisition pour 1,075 milliard de dollars de Bellisio Paren, une entreprise américaine spécialisée dans le surgelé et première implantation du groupe aux États-Unis.
En avril 2019, Charoen Pokphand Foods annonce l'acquisition d'une participation de 50,1 % dans HyLife Investments, un producteur canadien de porc, pour 372 millions de dollars.
En mars 2020, Charoen Pokphand Group achète les activités de Tesco en Thaïlande et en Malaisie, comprenant 2 000 magasins (supermarchés Tesco Lotus...), pour 10 milliards de dollars,,
En novembre 2021, Telenor et Charoen Pokphand annoncent la fusion de leur activité d'opérateur téléphonique en Thaïlande, créant un nouvel ensemble détenu à près d'un tiers par chacun des deux.